# حديقة الملك سلمان
حديقة الملك سلمان، إحدى مشاريع الرياض الكبرى، وهي منطقة حضرية يجري تطويرها في مدينة الرياض بالمملكة العربية السعودية وتشرف عليها "مؤسسة حديقة الملك سلمان"، تعد الحديقة مشروعاً واسع النطاق، وشاملاً للعديد من الجوانب البيئية، والثقافية، والرياضية، والفنية، والترفيهية. تقع الحديقة في موقع مطار الرياض السابق بمساحة إجمالية تتجاوز 16.6 كيلومتراً مربعاً (6.4 ميل مربع)، لتكون عند اكتمالها أكبر حدائق المدن في العالم بمساحة تعادل خمسة أضعاف حديقة هايدبارك في لندن، وأربعة أضعاف حديقة سنترال بارك في نيويورك، وتزيد بـ 13 ضعفاً عن حديقة جاردن باي ذا باي في سنغافورة.

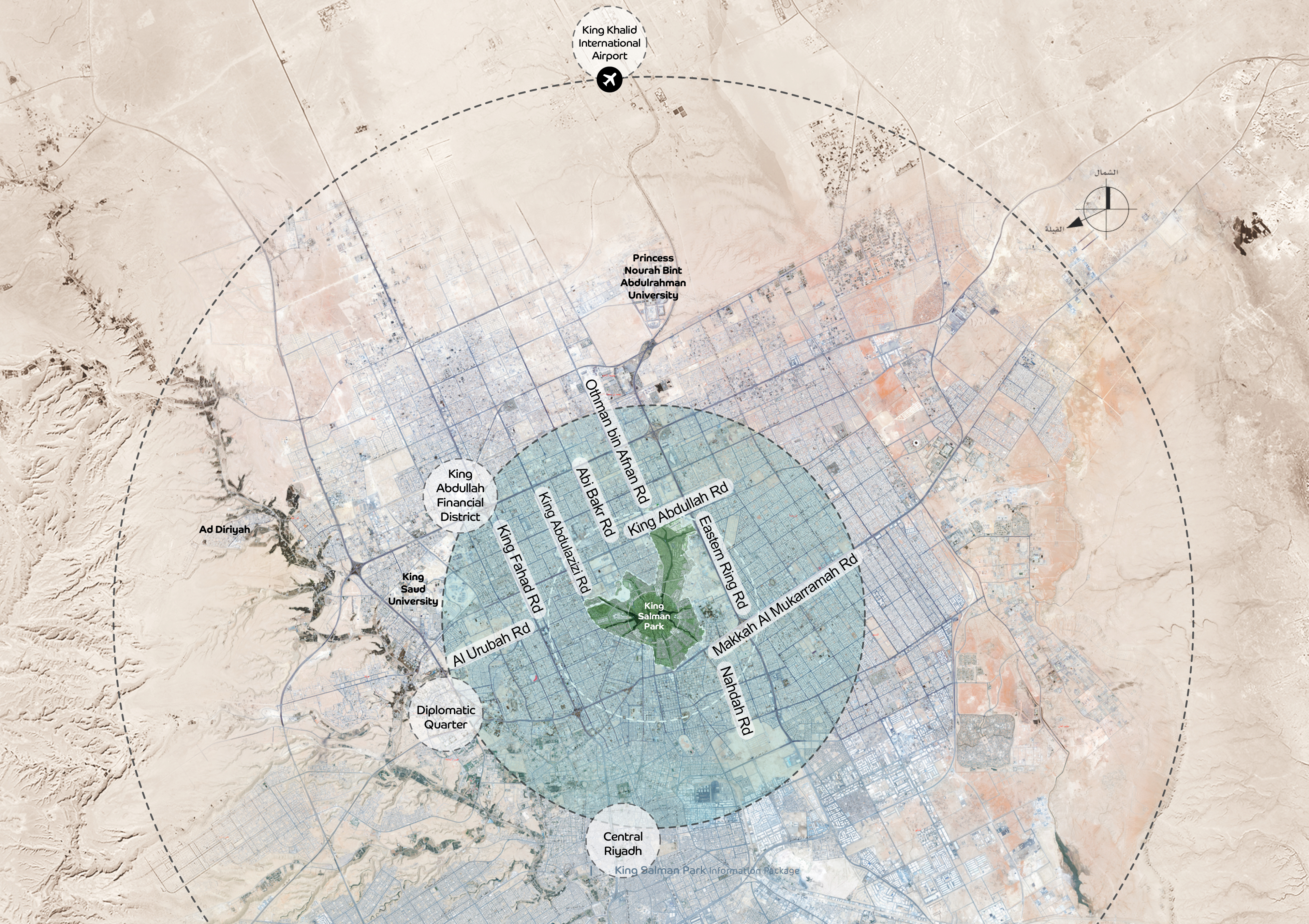
موقع حديقة الملك سلمان - الرياض

## الموقع
تقع الحديقة في شمال وسط الرياض في موقع مطار الرياض القديم (قاعدة الملك سلمان الجوية سابقاً)، ويتميز موقع الحديقة بكونه يتوسط المدينة بحيث تخدمه خمس محطات من محطات المسار الأخضر لقطار الرياض وعشر من محطات شبكات حافلات الرياض بالإضافة إلى ستة طرق رئيسية، ونفق طريق أبي بكر الصديق بطول 2430 متراً يهدف إلى تعزيز ترابط مكونات مشروع حديقة الملك سلمان وهذه الروابط تجعل من الوصول إلى الحديقة سهلاً من كل أجزاء المدينة تقريباً.

## مؤسسة حديقة الملك سلمان
تقوم مؤسسة حديقة الملك سلمان بالإشراف على تنفيذ وتشغيل الحديقة وإدارة استثماراتها، ويرأس مجلس إدارة المؤسسة ولي العهد الأمير محمد بن سلمان بن عبد العزيز، وتهدف المؤسسة عبر مشروع الحديقة إلى تعزيز مستوى جودة الحياة في مدينة الرياض من خلال توفير مساحة خضراء وغطاء نباتي لبيئة أفضل، إضافة إلى توفير النشاطات الثقافية والفنية والترفيهية، والرياضية.
في ديسمبر 2022 أصدر مجلس إدارة مؤسسة حديقة الملك سلمان، برئاسة ولي العهد الأمير محمد بن سلمان بن عبد العزيز، قراراً بتعيين جورج تناسيفيتش رئيسًا تنفيذيًا لمؤسسة حديقة الملك سلمان.

## الإطلاق
أطلق الملك سلمان بن عبدالعزيز آل سعود، يوم الثلاثاء 12 رجب 1440هـ في شهر مارس 2019 "مشروع حديقة الملك سلمان" بمبادرة من ولي العهد الأمير محمد بن سلمان بن عبد العزيز، ليساهم المشروع في تحسين جودة الحياة في مدينة الرياض، وقد جرى تعيين الشركة السعودية للهندسة المعمارية والمقاولات (عمرانية) مستشاراً للتصميم الرئيسي للمشروع، وبإنشاء التخطيط الرئيسي بالتعاون مع شركة الهندسة المعمارية الدنماركية هينينج لارسن "Henning Larsen Architects"، وحصل التصميم على جائزة (بالإنجليزية: International Architecture Award)‏ في فئة هندسة المناظر الطبيعية الحضرية لعام 2020 من قبل متحف شيكاغو أثينيوم لفنون العمارة والتصميم (بالإنجليزية: Chicago Athenaeum)‏ والمركز الأوروبي لفنون العمارة والدراسات الحضرية من بين ست حدائق.
في تصريح للأمير فيصل بن بندر بن عبدالعزيز، أمير منطقة الرياض، بمناسبة إطلاق مشروع الحديقة قال فيه: «لقد قام مخططو الحديقة بمهارة بتصميم أودية صغيرة وتشكيلات صخرية مشابهه لمنطقة نجد، وهذا ما يمنحها جمالًا طبيعيًا وتميزًا عن الحدائق الأخرى في المدينة». بدأت أعمال البناء في مشروع الحديقة في عام 2019.
في أكتوبر 2023 دشن صندوق عقاري خاص لمشروع حديقة الملك سلمان في شراكة إستراتيجية بين القطاعين العام والخاص لتطوير أول مشروع عقاري استثماري في حديقة الملك سلمان تحقيقاً لمستهدفات رؤية المملكة 2030. وهدف الصندوق الاستثماري هو تطوير ما يزيد على 290 ألف متر مربع داخل حديقة الملك سلمان برأس مال "4 مليارات ريال " بالشراكة بين شركة السعودي الفرنسي كابيتال مع شركة نايف الراجحي للاستثمار، بدعم من برنامج جودة الحياة، أحد برامج تحقيق رؤية المملكة 2030.

## مشاريع الرياض الكبرى
سعيًا لتحقيق أهداف رؤية المملكة 2030، تعد حديقة الملك سلمان إحدى أربع مبادرات أطلقت في وقت واحد في الرياض في 19 مارس 2019، إلى جانب المسار الرياضي، والرياض الخضراء (مشروع زراعة 7.5 مليون شجرة)، والرياض آرت (1000 مشروع فني عام). ستضيف الحديقة مساحة خضراء كبيرة للعاصمة السعودية، التي كان معدل مساحة الفرد الخضراء فيها أقل مقارنةً بمدن العالم الأخرى.
ويعد الهدف المرجو من هذه المشاريع الكبرى هو إنشاء مجتمعات مستدامة، والمساهمة في تحسين الطقس، واستحداث ما يصل إلى 70000 فرصة عمل جديدة. بالإضافة إلى قول الحكومة بأنها " تهدف وبشكلٍ كبير إلى تحسين حياة مواطنيها وتحويل المدينة إلى وجهة جذابة، وجعلها إحدى أكثر المدن ملائمة للعيش في العالم. " وستكلف هذه المشاريع ما يقدر ب 23 مليار دولار أمريكي (86 مليار ريال سعودي) من التمويل الحكومي وسيستفاد أيضًا من دعم القطاع الخاص بقيمة 15 مليار دولار أمريكي.

## أجزاء الحديقة
تتضمن الخطط الأولية إنشاء حديقة مركزية محاطة بمجموعة من المباني الثقافية والسكنية والفندقية والتجارية. وسيكون هناك 11.6 مليون متر مربع من المساحات الخضراء، ومن أبرز هذه المنشآت:

### المجمع الملكي للفنون

المجمع الملكي للفنون في حديقة الملك سلمان بالرياض.

يقام المجمع على مساحة تزيد على 500 ألف متر مربّع، وقد قام بتصميمه المعماري الإسباني الراحل ريكاردو بوفيل بحيث يعكس نمط عمارته عمق الهوية المحلية، من خلال الارتكاز في التصميم على مبادئ العمارة السلمانية. وقد صُمم المجمع ليكون محورًا للثقافة والفنون في مدينة الرياض ويحتوي عدّة مرافق ثقافية وترفيهية وفنيّة تضم:
- متحف الثقافات العالمية، ويصل ارتفاعه إلى 110 أمتار.[28]
- المسرح الوطني بسعة 2300 مقعدًا.
- المعهد الملكي للفنون التقليدية الذي يشمل ثلاث أكاديميات هي: أكاديمية الفنون البصرية التقليدية وأكاديمية التراث الثقافي والترميم وأكاديمية الفنون المسرحية.
- قاعة لأعمال النحت.
- مسرح متوسط السعة يضم 650 مقعدًا.
- 3 قاعات للسينما.
- (القبة) قاعة كبرى تضم أعمالاً فنية.
- مكتبة متخصصة في الثقافة والفنون تضم أكثر من 250 ألف كتاب ورقي ورقمي.[29][30][31]

### مركز الزوار

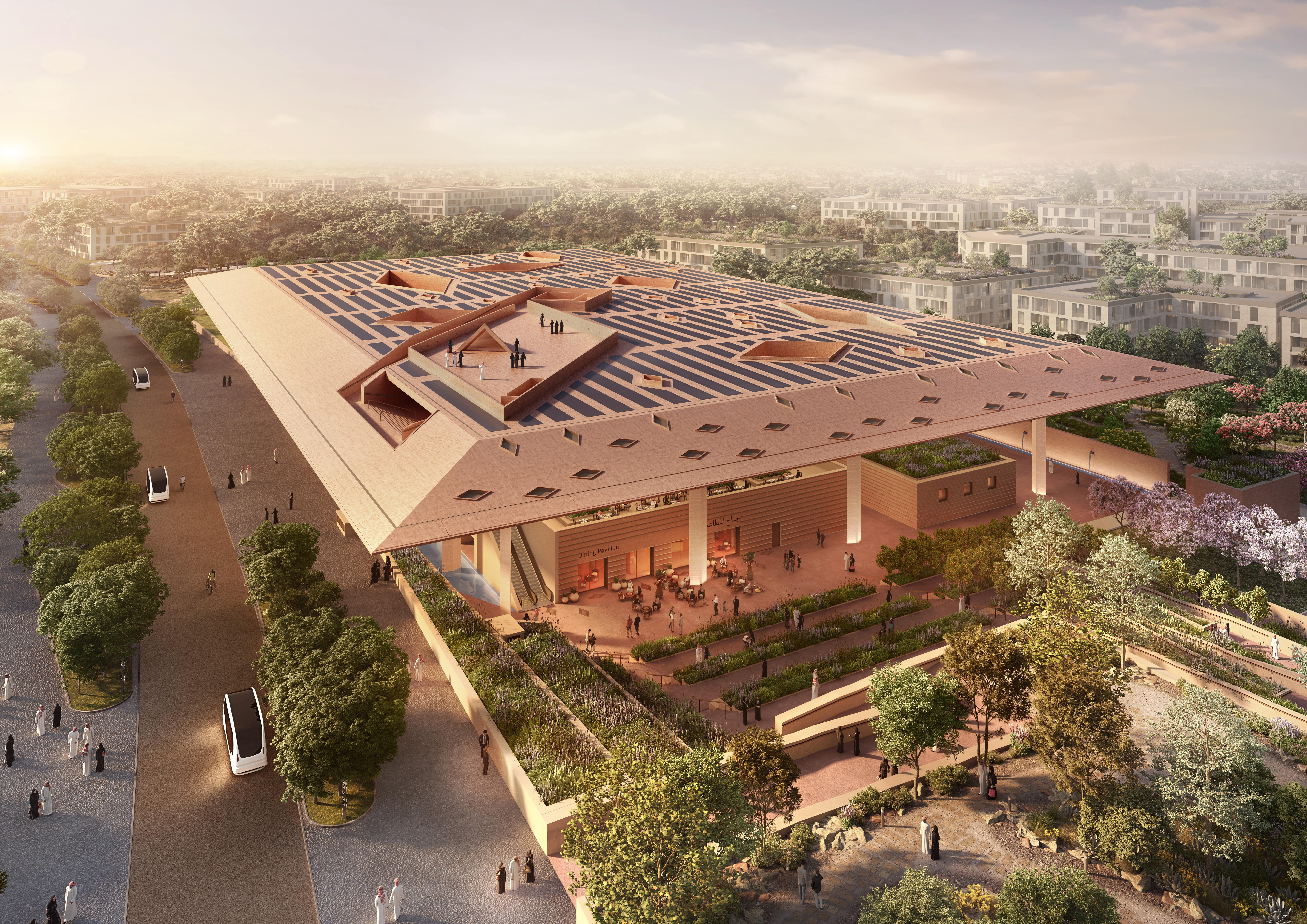
مركز الزوار بحديقة الملك سلمان في الرياض.

يعد مركز الزوار بمثابة مركز تعريفي – بيئي – ثقافي يقام على مساحة 90 ألف متر مربع، صُمم المركز من قِبل المعماري "ديفيد أدجاي" الذي اعتمد على مبادئ "العمارة السلمانية" في التصميم الهندسي لهذا المشروع، ويعد مركز زوار الحديقة فريدًا من نوعه، ويشتمل على ما يلي:
- عروضٍ تفاعلية للتعريف بالحديقة، وعناصرها الطبيعية، والثقافية، والترفيهية.
- مشتل للنباتات.
- شرفة واسعة بإطلالة 360 درجة على الحديقة.
- قاعة رئيسية تتسع لاستقبال 230 ضيف على مدرجات متعددة، وهى مناسبة للفعاليات والعروض الترفيهية.
- قاعة متعددة الاستخدامات.
- قاعات للاجتماعات.
- صالات للمعارض.
- عدد من المطاعم والمقاهي.[32]

كما تتضمن الحديقة "مساراً دائرياً" وهو "حلقة حضرية" خالية من الحركة المرورية بطول 7.2 كيلومتر (4.5 ميل) والتي تمكن زوار الحديقة من ممارسة الرياضات المختلفة كالمشي، و ركوب الدراجات، إضافة إلى استخدام وسائل النقل ذاتية القيادة. كما ستشمل المناظر الطبيعية للحديقة ممرات اودية يصل عمقها إلى 30 مترًا (98 قدم)، مما يخلق مناطق مظللة ذات تيارات متجمعة ومجموعة مختلفة من أماكن جذب السياح. ويقال إن هذه الأودية المتفرعة مستوحاة من أودية السعودية الموسمية ومجاري الأنهار حيث تتلاقى في اتجاه مركز الحديقة.
ويقول المهندس المعماري باسم الشهابي مؤسس "شركة عمرانية" واستشاري التصميم في المشروع: إن الحديقة ستعزز "الحياة الإنسانية في مدينة الرياض وستغير طبيعة الرياض نفسها. في الواقع سوف تجسد معنى كلمة "الرياض" والتي تعني الأرض الخضراء". وفقًا لمجلة هندسة الشرق الأوسط "Middle East Architect" تتكون المناظر في الحديقة من سلسلة من الأودية المتفرعة مستوحاة من بطون الأودية السعودية، والتي تقترب باتجاه وسط الحديقة وعلى جوانبها مناطق محمية من أشعة الشمس المباشرة وسيدفع ذلك توجه السياح إلى الساحات التي تكثر فيها الأنشطة.

## إثراء التنوع الحيوي:
تسهم حديقة الملك سلمان في تعزيز التنوع الحيوي في المملكة العربية السعودية، حيث توفر ملاذًا للطيور المحلية والمهاجرة على مدار العام، وموئلاً آمنًا للأنواع المهددة بالانقراض، كما يعمل موقعها الاستراتيجي في قلب الرياض كمفترق طرق عالمي لمسارات الطيور المهاجرة سنويًا عبر الصحراء، كما سيسهم النظام البيئي للحديقة في حماية ما يصل إلى 81 نوعاً مهددًا بالانقراض، بما في ذلك الصقر الشاهين، كما يمكن أن تستضيف حديقة الملك سلمان 251 نوعاً من الطيور، وهو ما يعادل أكثر من نصف الأنواع المحلية والمهاجرة في المملكة العربية السعودية.